# Te acuerdas de mí
Te acuerdas de mí é uma telenovela mexicana produzida por Carmen Armendáriz para Televisa e foi exibida pelo Las Estrellas de 18 de janeiro a 3 de maio de 2021, substituindo Imperio de mentiras e sendo substituída por El Dragón 2, em 76 capítulos. 
É uma adaptação da série turca Gecenin Kraliçesi produzida em 2016.
É protagonizada por Gabriel Soto e Fátima Molina; antagonizada por Guillermo García Cantú, Juan Carlos Barreto, Marisol del Olmo, Federico Ayos, María Penella, Anton Araiza e Tamara Vallarta; conta com atuações estelares de Alejandro de la Madrid, Josh Gutiérrez e Natalia Telléz e as primeiras atrizes Ana Bertha Espín e Helena Rojo; além da participação especial da primeira atriz Rebecca Jones.

## Sinopse
Pedro Cáceres (Gabriel Soto) é casado por conveniência com a filha de seu tutor e patrão, então decide acabar com a farsa do casamento quando acaba se apaixonando por Vera Solís (Fátima Molina), que conhece durante uma viagem de negócios. Mas o chefe de Pedro, Olmo Cáceres (Guillermo García Cantú) o ameaça para impedi-lo de romper seu casamento com sua filha. Pedro cede às ameaças do patrão e abandona Vera. Anos depois, Pedro reencontra Vera, quando ela reaparece como namorada de seu sogro.

## Elenco
- Gabriel Soto - Pedro Cáceres / Pedro Ledezma
- Fátima Molina - Vera Galicia Solís de Cáceres
- Guillermo García Cantú - Olmo Cáceres
- Juan Carlos Barreto - Fausto Galicia Alías / Raúl Bernal
- Marisol del Olmo - Ivana Castillo de González
- Rebecca Jones - Antonia Solís Zamudio
- Ana Bertha Espín - Delia Castro
- Alejandro de la Madrid - Julio Gamboa
- Josh Gutiérrez - Teodoro "Teo" Bárcenas Limantour
- María Penella - Marina Cáceres Castillo
- Federico Ayos - Gastón Cáceres Castillo
- Natalia Téllez - Dolores "Lola" Solís
- Anton Araiza - Alberto González
- Nina Rubín - Fabiola "Faby" González Castillo / Fabiola "Faby" Herrerías Castillo
- Alessio Valentini - Eduardo "Edy" Galicia Sánchez
- Markin López - Jacinto Galicia Solís
- Eppy Velez - Emilia Sánchez de Galicia
- Emilio Guerrero - Dante Granados
- Enoc Leaño - Fuat
- Pedro Sicard - Octavio Herrerías
- Tamara Vallarta - Laiza Rendón Castro
- Tamara Mazarrasa - Mélida Aramendi de Cáceres
- Irineo Álvarez - Ramiro Rendón
- Cuatli Jiménez - Gonzalo "Gonzo" Garrido
- Samuel Ledezma - Nicolás "Nico" Solís / Nicolás "Nico" Ledezma Galicia
- Jonathan Laredo - Omar Camper
- Hernan Romo - Tadeo Rivas
- Joan Santos - Silvio
- Helena Rojo - Alicia Limantour
- Mauricio Abularach - Gabriel Abadía
- Ignacio Riva Palacio - Andrés Pereyra
- Alejandra Bogue - Gladys
- Beatriz Moreno - Cándida
- Asstrid Etcheverry - Tatiana
- Moisés Arizmendi - Tomás Ledezma
- Marilyn Uribe - Alma Castillo de Cáceres
- Charlotte Carter - Fabiola "Faby" González Castillo / Fabiola "Faby" Herrerías Castillo
- Juan Pablo - Pedro Cáceres / Pedro Ledezma (niño)
- Gisselle Altair - Marina Cáceres Castillo (niña)
- Samantha Yazareth Anaya - Mesera
- Diana Mercado Armenta - Trabajadora social
- Paula Serrano - Directora Preparatoria
- Eduardo Treviño - Leandro
- Naile López - Ximena
- Alberto Pavón
- Luis Caballero
- Miguel Papantla
- Victoria Viera - Regina
- María José - Belinda

## Produção
As gravações começaram em 14 de setembro de 2020, na cidade do México em diversas localizações.

## Audiência
Em seu capítulo de estreia a trama foi vista por 3.27 milhões de espectadores, o equivalente a 12.9 pontos, garantindo assim a liderança isolada e sendo a terceira atração mais vista do país.
| Horário             | # Eps. | Estreia               | Estreia           | Final              | Final           | Posição | Temporada | Classificação geral |
| Horário             | # Eps. | Data                  | Primeiro capítulo | Data               | Último capítulo | Posição | Temporada | Classificação geral |
| ------------------- | ------ | --------------------- | ----------------- | ------------------ | --------------- | ------- | --------- | ------------------- |
| Segunda—Sexta 21h30 | 76     | 18 de janeiro de 2021 | 3.2               | 03 de maio de 2021 | 3.8             | #1      | 2021      | 2.68                |